# Kınık

Das Zeichen der Kınık

Die Kınık waren ein bedeutender oghusischer Stamm.
Mahmud al-Kāschgharī erwähnte sie unter dem Namen Kınık als einen der 24 oghusischen Stämme. Als Totemtier hatten sie einen Habicht. Ihr Stammesname bedeutet im Alttürkischen der, der geschätzt wird.
Die Kınık sind mit den Seldschuken im 11. Jahrhundert aus Zentralasien nach Anatolien gekommen. Aus den Kınık ging die Dynastie der Seldschuken hervor. Sie beherrschten von 1040 bis 1194 Zentralasien, den Iran, Irak, Syrien, Anatolien und Teile der arabischen Halbinsel.